# منکب قنطورس
مَنکِب قِنطورس (شانهٔ اسب‌مرد) یا تتا قنطورس یک ستاره است که در صورت فلکی قِنطورِس قرار دارد.